# Carretera de Nebraska 11
La Carretera de Nebraska 11 (en inglés: Nebraska Highway 11) y abreviada NE 11, con una longitud de 184,27 millas (296,6 km), es una carretera estatal de sentido sur-norte ubicada en el estado estadounidense de Nebraska. La Carretera de Nebraska 11 tiene su extremo meridional  en la carretera Interestatal 80 al sur de Wood River. Su extremo norte se encuentra en la frontera de Dakota del Sur al norte de Butte. La carretera pasa a través de la porción oriental de la Sand Hills.

## Cruces
Los principales cruces de la Carretera de Nebraska 11 son las siguientes:
| Condado  | Ubicación  | Millas | Cruces                               | Notas                                      |
| -------- | ---------- | ------ | ------------------------------------ | ------------------------------------------ |
| Hall     | Wood River | 0.00   | S 40D Sur                            | Terminal sur                               |
| Hall     | Wood River | 0.14   | I 80                                 | I-80 salida 300                            |
| Hall     | Wood River | 4.35   | US 30 Este                           | Extremo sur de US 30                       |
| Hall     | Wood River | 5.43   | US 30 Oeste                          | Extremo norte de US 30                     |
| Hall     | Cairo      | 18.13  | NE 2                                 |                                            |
| Howard   |            | 23.32  | NE 58 Norte (3rd Avenue)             | Extremo sur de NE 58                       |
| Howard   | Dannebrog  | 28.37  | NE 58 Sur (Roger Welsch Avenue West) | Extremo norte de NE 58                     |
| Howard   |            | 35.30  | NE 92 (3rd Avenue)                   |                                            |
| Greeley  | Scotia     | 55.27  | NE 22 Este                           | Extremo sur de NE 22                       |
| Valley   | North Loup | 57.30  | NE 22 Oeste                          | Extremo norte de NE 22                     |
| Valley   | Ord        | 71.07  | NE 70 Este (Norte 14th Street)       | Extremo sur de NE 70                       |
| Valley   | Ord        | 71.93  | NE 70 Oeste                          | Extremo norte de NE 70                     |
| Garfield | Burwell    | 87.13  | NE 91 Oeste                          | Extremo sur de NE 91                       |
| Garfield | Burwell    | 89.12  | NE 91 Este                           | Extremo norte de NE 91                     |
| Holt     | Amelia     | 120.96 | NE 95 Este                           |                                            |
| Holt     | Atkinson   | 143.82 | US 20 Este                           | Extremo sur de US 20                       |
| Holt     | Atkinson   | 144.33 | US 20 Oeste                          | Extremo norte de US 20                     |
| Boyd     | Butte      | 176.76 | NE 12 Oeste                          | Extremo sur de NE 12                       |
| Boyd     | Butte      | 177.76 | NE 12 Este                           | Extremo norte de NE 12                     |
| Boyd     |            | 184.30 | SD 43 Norte                          | Frontera de Dakota del Sur, terminal norte |